# El valle de la venganza (película de 1951)
El valle de la venganza (Vengeance Valley) es una película estadounidense de 1951 dirigida por Richard Thorpe, con Burt Lancaster como actor principal.

## Argumento
Un hacendado llamado Arch Strobie (Ray Collins) adopta a un niño huérfano, Owen Daybright (Burt Lancaster), causando en su propio hijo, Lee Strobie (Robert Walker), furia y amargura. A medida que crece se llena de ambición, resentimiento y odio. Finalmente se enfrentan por administrar el rancho de su padre, causando tragedia, dolor y muerte.

## Reparto
- Burt Lancaster: Owen Daybright
- Robert Walker: Lee Strobie
- John Ireland: Hub Fasken
- Hugh O'Brian: Dick Fasken
- Joanne Dru: Jen Strobie
- Sally Forrest: Lily Fasken
- Ray Collins: Arch Strobie